# Фриольцхайм
Фриольцхайм (нем. Friolzheim) — община в Германии, в земле Баден-Вюртемберг. 
Подчиняется административному округу Карлсруэ. Входит в состав района Энц.  Население составляет 4146 человек (12.07.2018). Занимает площадь 8,54 км².

## Достопримечательности
- Телекоммуникационная башня высотой 47 метров.